# Mosaic (Star Trek: La nova generació)
"Mosaic" (títol original en anglès "Tapestry") és el quinzè episodi de la sisena temporada de la sèrie de televisió de ciència-ficció estatunidenca Star Trek: La nova generació, i el 141è de tota la sèrie. Es va emetre originalment el 15 de febrer de 1993 en redifusió als Estats Units. Ronald D. Moore va ser el guionista de l'episodi, però la base de la història va ser un esforç col·laboratiu de l'equip de guionistes. "Mosaic" va ser dirigida per Les Landau, amb el títol provinent del productor executiu Michael Piller.
Ambientada al segle XXIV, la sèrie segueix les aventures de la tripulació de la nau de la Flota Estel·lar de la Federació Enterprise-D sota el comandament del capità Jean-Luc Picard. En aquest episodi, Q (John de Lancie) permet a un suposadament difunt capità Jean-Luc Picard (Patrick Stewart) revisitar un esdeveniment crucial de la seva joventut que des de llavors lamenta. Picard canvia el passat, però en tornar al present descobreix que l'esdeveniment el va convertir en l'home que va esdevenir. Torna una vegada més al passat i el retorna a la forma en què va tenir lloc originalment. Picard es desperta en el present, sense saber si els esdeveniments van tenir lloc o si van ser un somni causat per la seva lesió.

## Argument
Durant una missió diplomàtica, el Capità Picard és greument ferit i transportat directament a la infermeria. Mentre la Dra. Crusher treballa frenèticament per reanimar-lo, Picard es desperta i es troba en un regne d'un altre món on és rebut per l'alienígena diví Q. Q li diu sense embuts a Picard que és mort, explicant que l'arma d'un terrorista va destruir el seu cor artificial. Picard va perdre el seu cor natural quan era un jove oficial quan va ser apunyalat durant una baralla en un bar, un esdeveniment que lamenta. Quan Picard reflexiona que faria les coses de manera diferent si pogués reviure aquell moment, Q l'envia enrere en el temps al dia abans de la baralla, on es troba amb els seus companys cadets Corey Zweller i Marta Batanides. Comenten el seu canvi sobtat de personalitat: ja no té més actitud temerària.
Després de ser enganyat per un nausicaan en un joc de bar, Zweller planeja venjança manipulant el següent partit. Picard el convenç, però els nausicaans intenten provocar-los a un altre joc, cosa que Picard evita. Quan Zweller és provocat perquè ataqui els Nausicaans, Picard el frena, evitant la tragèdia però humiliant el seu amic. Els nausicaans marxen rient, i Zweller i Batanides marxen amb disgust.
Q retorna Picard a l'"Enterprise" en el present. Per a sorpresa de Picard, no és el capità, sinó un oficial científic júnior que ha dut a terme una carrera insignificant. Consulta el Comandant Riker i la Consellera Troi, que expliquen que la seva aversió al risc fa que mai s'hagi distingit.
Picard s'enfronta a Q, que li diu que, tot i que la lluita amb el nausicaan va ser gairebé fatal, també li va donar una sensació de mortalitat i li va ensenyar que la vida era massa preciosa per malgastar-la anant a sobre segur. Picard s'adona que intentar reprimir i ignorar les seves indiscrecions passades li ha fet perdre una part d'ell mateix. Declara que preferiria morir com a capità de l'Enterprise que viure com un qualsevol. Q l'envia de tornada a la baralla del bar i els esdeveniments es desenvolupen com van ser originalment, amb Picard apunyalat al cor i rient mentre s'esfondra a terra.
Picard desperta a la infermeria, capità de l'"Enterprise" de nou. Mentre es recupera, es pregunta si el seu viatge al passat va ser una de les il·lusions de Q o simplement un somni. De totes maneres, està agraït per la perspectiva que li va donar l'experiència.

## Repartiment i doblatge al català
La sèrie va ser doblada al català pels estudis Tramontana (primera part) i Soundtrack (segona part) i emesa a TV3 l’any 1991. Els dobladors de l'episodi foren:
| Personatge                     | Actor/actriu     | Veu en català      |
| ------------------------------ | ---------------- | ------------------ |
| Jean-Luc Picard                | Patrick Stewart  | Joan Crosas        |
| William Riker                  | Jonathan Frakes  | Antoni Forteza     |
| Data                           | Brent Spinner    | Joaquim Sota       |
| Geordi La Forge                | LeVar Burton     | Aleix Estadella    |
| Worf                           | Michael Dorn     | Enric Arquimbau    |
| Beverly Crusher                | Gates McFadden   | Aurora Garcia      |
| Deanna Troi                    | Marina Sirtis    | Alicia Laorden     |
| Q                              | John de Lancie   | Francesc Figuerola |
| Alferes Cortan 'Corey' Zweller | Ned Vaughn       | José Posada        |
| Alferes Marta Batanides        | J.C. Brandy      | Maria Josep Guasch |
| Maurice Picard                 | Clive Church     | Jordi Vilaseca     |
| Nausicaan                      | Clint Carmichael | ?                  |
| Penny Muroc                    | Rae Norman       | ?                  |

## Producció

### Escriptura

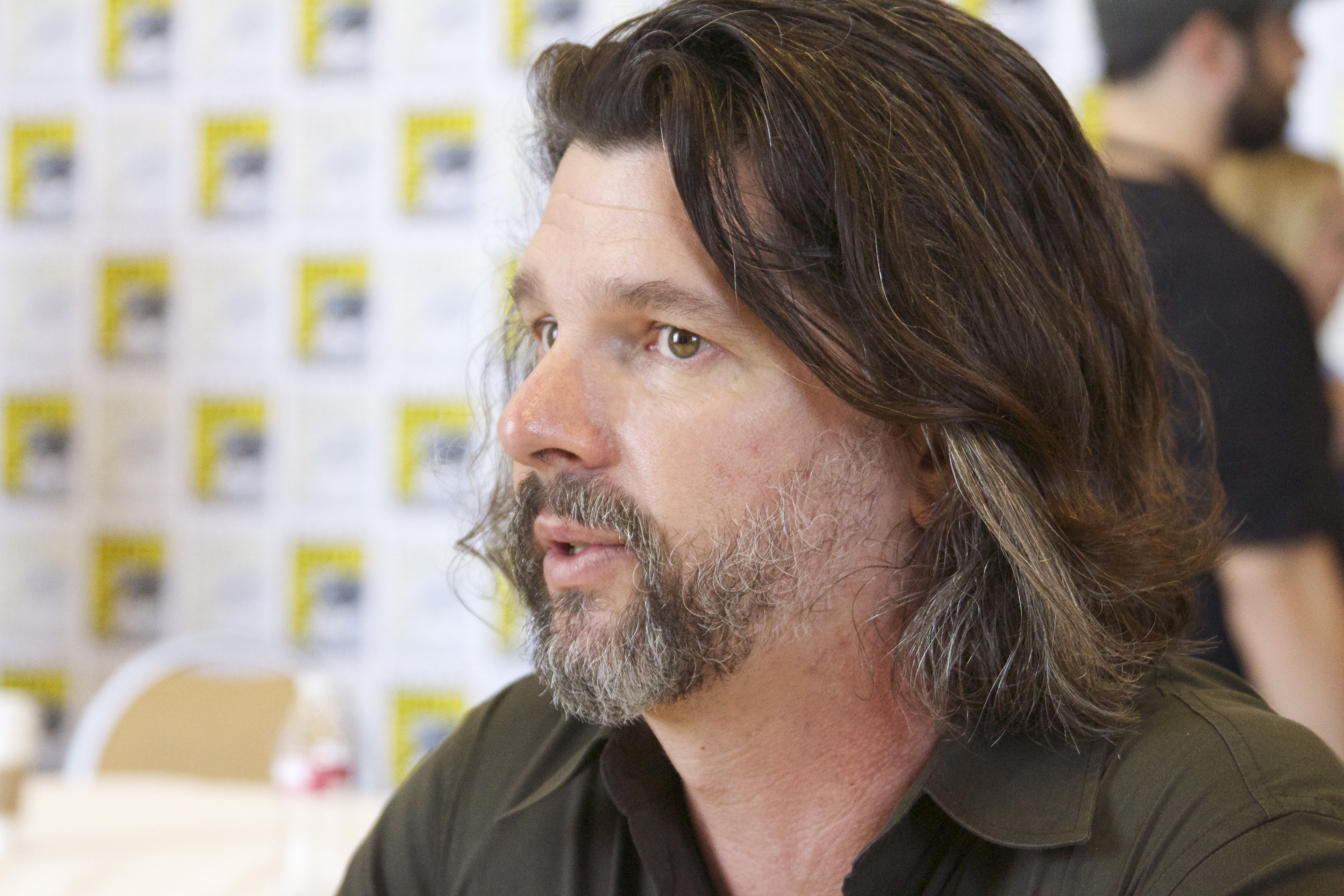
L'escriptor Ronald D. Moore inicialment va intentar basar la premissa de l'episodi en "Cançó de Nadal".

Aquesta va ser la primera vegada que Ronald D. Moore va escriure un episodi basat en Q, i estava entusiasmat amb la idea de donar a Picard una experiència propera a la mort i que Q s'aparegués al capità com si fos Déu. El seu pla per a "Mosaic" era seguir un camí similar a la novel·la curta de Charles Dickens de 1843 "Cançó de Nadal", però amb Q fent un paper similar als tres fantasmes de la història de Dickens. Moore va preveure tres etapes per a la història, una on Picard és atacat i necessita un cor artificial, una altra amb Picard de nen i una tercera basada en l'USS "Stargazer". Va proposar la idea al productor executiu Michael Piller, que no estava entusiasmat amb la premissa. La combinació d'aquesta desaprovació i el cost previst del rodatge a causa dels decorats addicionals necessaris va significar que l'episodi s'havia de retallar.
Moore va discutir la idea amb altres membres de l'equip de guionistes; es van centrar en l'incident que va fer que Picard necessités un cor artificial. S'havia esmentat anteriorment als episodis "Samaritans entrampats" i "Missió final". Van comparar Picard amb el capità James T. Kirk, descrivint-los com a oposats en termes de desenvolupament. Van veure en Picard com un nen salvatge durant la seva estada a l'Acadèmia de la Flota Estel·lar, només per prendre-s'ho més seriosament més tard. El contrari va ser cert per a Kirk, ja que el personal el va descriure com un "rata de biblioteca" mentre era a l'Acadèmia i només es va tornar "boig" un cop destinat a una nau estel·lar. Junts, van buscar una manera de donar suport a l'afirmació de Picard a "Samaritans entrampats" que va riure quan el van apunyalar. L'editor d'històries René Echevarria va dir: "Ens va fer pensar a tots que realment havíem trobat la història adequada per a la premissa i, unint això, crec que és un dels millors esforços de la història". Moore també va dir que, en certa manera, era la seva pròpia història personal, ja que el que ell considerava grans errors van ser el que li va permetre acabar treballant a Star Trek. Mentre Moore va anomenar l'episodi "A Q Carol" basant-se en la premissa original, Piller va ser qui va suggerir "Tapestry", ja que va dir que "has d'aprendre a establir la teva part del tapís de la teva vida".
Els guionistes no recordaven l'origen de la idea de la "sala blanca", i només després de l'emissió de l'episodi James Mooring va contactar amb el personal. Havia presentat un guió especulatiu amb una idea similar. La productora Jeri Taylor va admetre que la similitud no era intencionada, i després que tant ella com Moore parlessin amb Mooring, l'assumpte es va resoldre. Mooring va rebre un pagament i l'equip va reconèixer la seva contribució a l'episodi. Es van fer diversos canvis al guió abans del rodatge, incloent-hi l'eliminació d'Edward Jellico com a capità de l'"Enterprise" en el futur alternatiu de Picard i l'aclariment que l'apunyalament de Picard no va ser l'esdeveniment principal de la seva vida que Boothby va descriure a "El primer deure".

### Càsting i rodatge

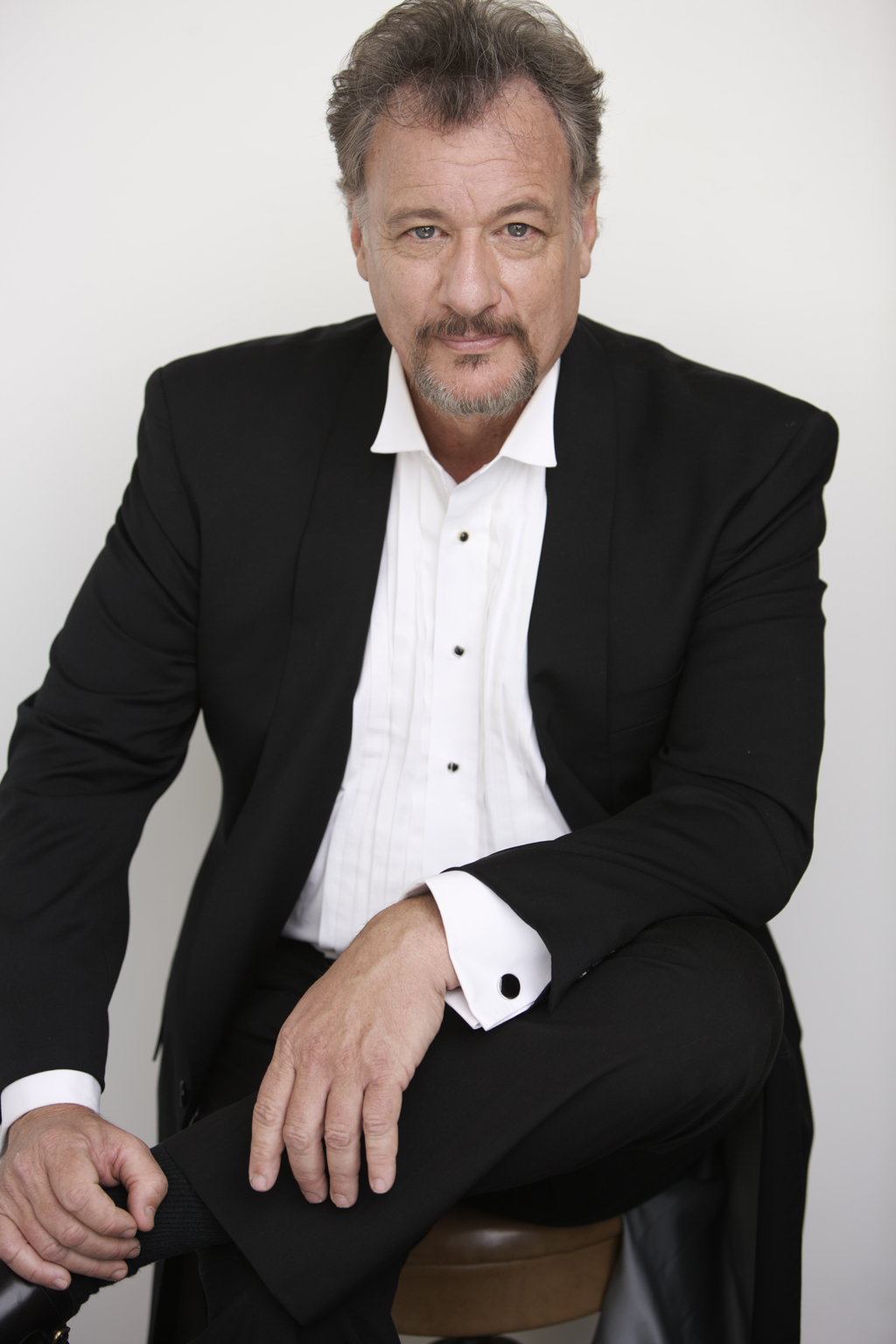
John de Lancie va fer la seva setena aparició com a Q durant la sèrie a "Mosaic".

John de Lancie va tornar a la sèrie a "Mosaic" com a Q, havia aparegut de manera recurrent des de la seva primera aparició al pilot, "Trobada a Farpoint". Ja havia aparegut dues vegades durant la temporada televisiva de 1992/93 com el personatge, ambdues a principis de la temporada de TNG a "Q de veritat" així com a l'episodi de Star Trek: Deep Space Nine "Q-Less". De Lancie va pensar que el guió de "Mosaic" era "fantàstic", i va elogiar el discurs que va poder pronunciar al final de l'episodi.
Apareixent per primera vegada a "Star Trek" va ser J. C. Brandy com a Marta Batanides. Tenia 17 anys. Estava nerviosa i intimidada per treballar amb Patrick Stewart, però va dir que tothom del repartiment i l'equip la van fer sentir-se benvinguda. Hi va haver preocupacions quan va arribar per primera vegada al plató per a la prova de vestuari, ja que semblava força jove, i Stewart estava preocupat per la diferència d'edat a la pantalla. El director Les Landau va demanar que el pentinat i el maquillatge de Brandy la fessin semblar més gran. Brandy va dir que això "va funcionar bé", però tot i així "van minimitzar el sexe". Va quedar satisfeta amb les seves escenes amb Stewart, ja que van aconseguir capturar un "nerviosisme i innocència" en la relació de Picard i Batanides. L'episodi va marcar la primera aparició dels nausicaans a la pantalla amb Clint Carmichael interpretant l'alienígena principal, tot i que ja s'havien esmentat anteriorment a l'episodi "Samaritans entrampats". Els dos membres no parlants de la raça van ser interpretats pels acròbates Tom Morga i Nick Dimitri. Els dos van aparèixer a la pantalla sense maquillatge als episodis "Un grapat de Dates" i "Aparició", respectivament.
Un nombre significatiu de vestuari i maquillatge creats anteriorment es van incloure a les escenes del bar de "Mosaic". Hi va haver notes dels productors de no incloure cap ferengi, ja que en aquell moment la Federació encara no havia fet el primer contacte amb ells. L'escena mostrava tant els anticans com els selai a prop l'un de l'altre, tot i estar en guerra en el moment en què es va ambientar aquesta escena de salt enrere i haver fet les paus abans a l'episodi de La nova generació  "Sol entre nosaltres". Diversos dels gots i altres accessoris d'aquesta escena provenien d'una col·lecció que Paramount havia emmagatzemat de la pel·lícula de Charlton Heston de 1956, Els Deu Manaments. Hi va haver problemes amb els enregistraments d'àudio d'algunes escenes amb Stewart i Brandy, ja que el dolly era sorollós, cosa que els va obligar a tornar a gravar les seves línies més tard perquè poguessin ser doblades sobre els originals. Brandy estava "sorpresa" que no hi hagués cap diferència que pogués notar en l'actuació de Stewart, però va sentir que li treia un element a la seva actuació.
Les escenes amb Q i Picard junts sobre un fons blanc es van comparar amb les de la pel·lícula de Warren Beatty i Buck Henry de 1978 El cel pot esperar de la productora Merri Howard i el director de fotografia Jonathan West. Aquestes escenes en particular van causar alguns problemes, ja que el director de fotografia es va preocupar que les túniques blanques de Q no es veiessin bé a la càmera sobre el fons totalment blanc. Estaven preocupats que pogués aparèixer simplement com un cap flotant. Com que tant de Lancie com Stewart esperaven repetir les gravacions d'aquestes escenes, tots dos estaven descontents mentre gravaven aquestes aparicions. Tanmateix, això es va filmar tard l'últim dia; de Lancie va dir que això va fer que tots dos semblessin força cansats. Es van tallar algunes escenes per tal de reduir l'episodi a la durada necessària. Això incloïa un monòleg d'una pàgina de Batanides que hauria tingut lloc el matí després de la seva cita amb Picard, una escena on Picard havia d'informar a La Forge a enginyeria, menció d'àudio del Dr. Selar i una menció de Scobee Hall – una referència a Dick Scobee, el comandant del Transbordador espacial Challenger en el moment de la destrucció de la nau.

## Temes
Michele i Duncan Barrett escriuen al seu llibre del 2001 Star Trek: The Human Frontier que "Mosaic" té "implicacions complexes", ja que demostra qui és una persona per les experiències que ha tingut al llarg de la seva vida, així com qui és realment aquesta persona. També van escriure que Picard no estava obligat a pagar un preu per la seva resurrecció a mans de Q a causa que "la narrativa popular és el que és". A "The Byronic Hero in Film, Fiction, and Television" d'Atara Stein, l'autora descriu "Mosaic" com un canvi en Q respecte a la seva postura satànica habitual i, en canvi, adopta el paper d'àngel de la guarda de Picard. Stein també fa referència a la creixent influència de l'alienígena en la vida personal de la tripulació de l'"Enterprise", un camí que Q va iniciar a l'episodi "El joc d'en Q".

## Recepció

### Avaluacions
"Mosaic" es va estrenar originalment en redifusió el 15 de febrer de 1993. Va rebre una puntuació Nielsen del 13,8%, cosa que el va situar en tercer lloc en la seva franja horària. Aquesta va ser la segona audiència més alta rebuda per un episodi durant la sisena temporada, juntament amb la segona part de "La sageta del temps". L'únic episodi que va tenir qualificacions Nielsen més altes durant aquella temporada va ser "Aquiel", que es va emetre dues setmanes abans de "Mosaic".

### Recepció de l'equip i els fans
Tot i que la majoria del personal estava satisfet amb "Mosaic", Piller va considerar que la premissa era cansada i li preocupava que simplement fos una versió de la pel·lícula de 1946 Que bonic que és viure. Va dir que algunes escenes eren "molt parlandes", i que la direcció i algunes actuacions eren "planes". Moore va descriure "Mosaic" com "una de les millors coses que vaig escriure i un dels millors episodis de TNG ". Alguns fans van escriure a l'equip per queixar-se que l'episodi glorificava la violència i anava en contra dels principis de Star Trek. Jeri Taylor va admetre que l'episodi es podia considerar com a violent, però mai li va passar pel cap a cap membre del personal durant la producció. Va continuar dient que si s'haguessin adonat que es podia considerar que "mosaic" promovia la violència, ho haurien corregit per assegurar-se que no es veiés com a tal.

## = Recepció de la crítica

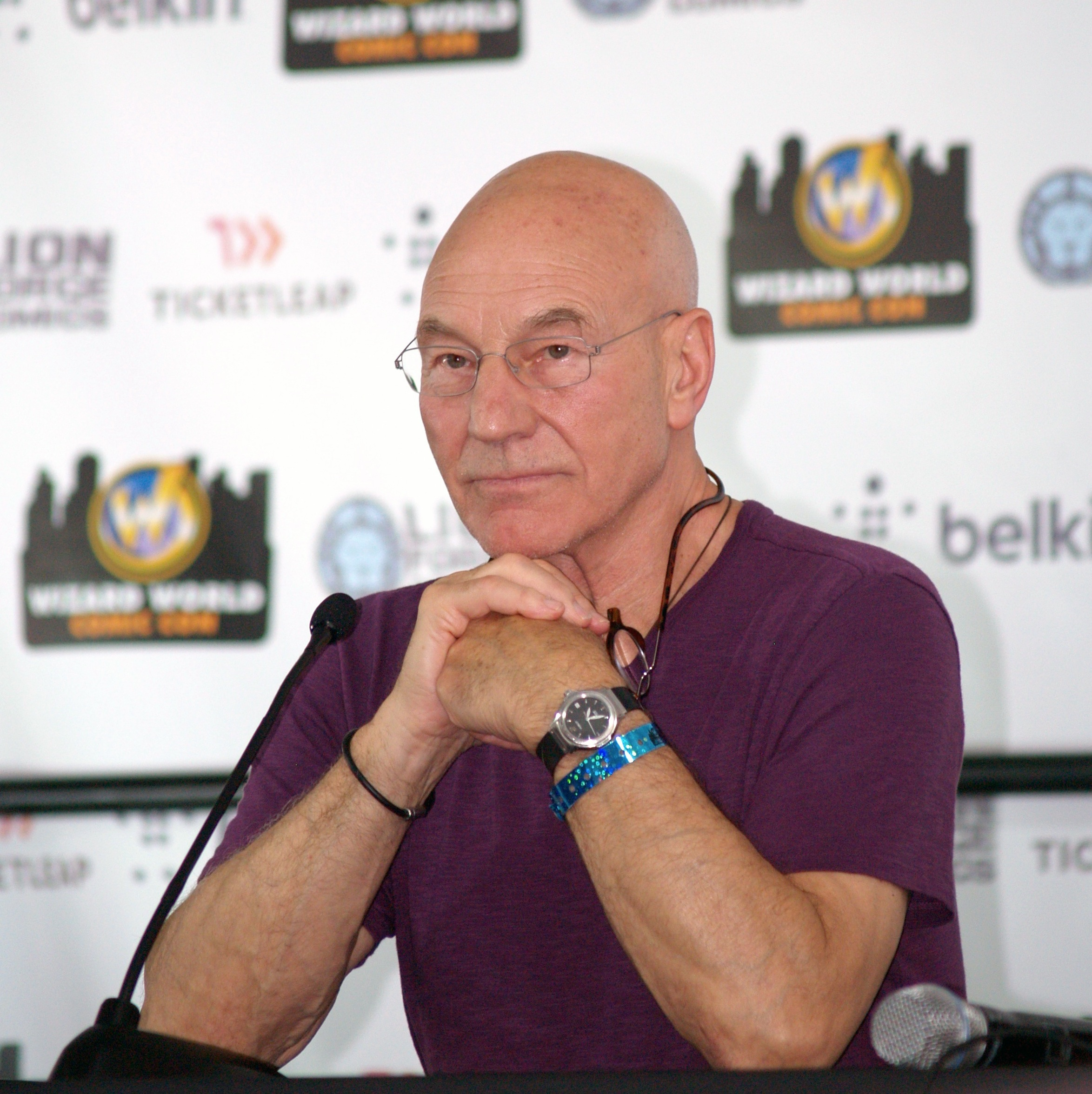
Un crític va qualificar l'actuació de Patrick Stewart de "ricament matisada".

Els crítics van respondre positivament a "Mosaic". Zack Handlen, escrivint per a The A.V. Club, va comparar "mosaic" amb la sèrie de televisió El salt (Quantum Leap) amb el Picard més gran saltant al cos del més jove. També va dir que tenia la "sensació" de "Cançó de Nadal", i que era un "episodi modest amb un objectiu modest: recordar-nos que som la suma de totes les nostres parts, fins i tot les de les quals no estem gaire orgullosos". Va donar a l'episodi una qualificació de "A".
En una crítica per a Tor.com, Keith DeCandido va comparar l'episodi amb Que bonic és viure, qualificant-lo com una de les "millors hores" de la sèrie. Va elogiar "Mosaic" per recolzar la química Q/Picard al cor dels episodis de Q, i va dir que Stewart i de Lancie "es combinen magníficament". Li va donar una puntuació de 9 sobre 10.
Al seu llibre The Unauthorized Trek: The Complete Next Generation, James Van Hise i Hal Schuster van descriure l'escena on Picard va ser apunyalat al pit com a "particularment violenta", i en general van dir que "Mosaic" era una bona història. També van descriure la visió del creador de "Star Trek", Gene Roddenberry, envers la religió, dient que al seu món els Q Continuum no són déus, sinó un "nínxol evolutiu superior als simples mortals". Mark Clark, al seu llobre Star Trek FAQ 2.0, va qualificar l'actuació de Stewart de "ricament matisada" i "d'introspectiva". Clark va dir que aquest episodi era tan important per a Picard com els esdeveniments d' "El bo i millor d'ambdós mons", "La llum interior" i "Cadena de comandament". Va dir que els esdeveniments de "Mosaic" van explorar l'ànima de Picard.
L'episodi s'ha inclòs a les llistes dels "millors" tant específicament de "La nova generació" com, més generalment, de tota la franquícia. Va ocupar el novè lloc a la llista dels deu millors episodis de "Star Trek" de TV Guide per al 30è aniversari de la franquícia,el quart a la llista dels deu millors episodis de Star Trek: La nova generació d' Entertainment Weekly, el 22è dels 100 millors de tota la franquícia a la llista de Charlie Jane Anders per a io9, i el setè dels diversos episodis de Star Trek que impliquen viatges en el temps per part de James Hunt a Den of Geek. Witney Seibold, al lloc web CraveOnline, va dir que "Mosaic" era la millor entrega de The Next Generation, descrivint-la com "un dels episodis més filosòfics". El 2016, Radio Times va classificar l'escena on Picard es desperta i troba Q al seu llit com la 41a millor escena de Star Trek. El 2014, Gizmodo va classificar "Mosaic" com el 22è millor episodi de Star Trek, de més de 700 episodis fets fins aleshores.
El 2016, IGN va classificar "Mosaic" com el 18è millor episodi de totes les sèries de Star Trek.
El 2016 The Hollywood Reporter va qualificar "Mosaic" com el 16è millor episodi de televisió de Star Trek. Geek.com va qualificar la presentació del 'Tinent Picard' com a un dels millors moments de Star Trek. El 2018, Entertainment Weekly va classificar "Mosaic" com un dels deu millors moments de Jean-Luc Picard.
El maig de 2019, The Hollywood Reporter va classificar "Mosaic" entre els vint-i-cinc millors episodis de Star Trek: La nova generació.
El 2017, Nerdist va classificar "Mosaic" com el setè millor episodi de Star Trek: La nova generació
El 2017, SyFy va classificar els nausicaans que apareixen en aquest episodi com un dels onze extraterrestres més estranys de Star Trek: La nova generació.
El 2017, Den of Geek va classificar aquest episodi com un dels vint-i-cinc episodis "imprescindibles" de Star Trek: La nova generació.
El 2018, CBR va classificar "Mosaic" om el setè millor episodi de viatges en el temps de tots els Star Trek.
El 2019, Screen Rant va classificar "Mosaic" com el novè millor episodi de Star Trek: La nova generació..
El 2020, IGN i Vulture van llistar "Mosaic" en una llista d'episodis de Star Trek: La nova generació per veure abans de Star Trek: Picard.
El 2021, Tom's Guide va dir que aquest era el tercer millor episodi del personatge Q, i el va comparar amb la pel·lícula de 1946 Que bonic és viure.

## Llançaments domèstics i llançaments relacionats
"Mosaic" es va estrenar al Regne Unit en una cinta VHS de dos episodis el 2003, juntament amb la primera part de "Drets de naixement". La primera versió domèstica de "Mosaic" als Estats Units va ser en una caixa VHS titulada Star Trek – The Next Generation: The Q Continuum el 18 de juny de 1996. Posteriorment, va rebre una versió individual el 4 d'agost de 1998. Paramount va retardar deliberadament el llançament individual dels episodis de "Star Trek" en VHS dins dels Estats Units per tal de permetre que la sèrie sindicada es tornés a mostrar completa. La inclusió de "Mosaic" a la caixa de "The Q Continuum" abans del llançament individual de l'episodi tenia com a objectiu un incentiu per comprar la caixa.
L'episodi es va publicar com a part de la caixa del DVD de la sisena temporada de Star Trek: la nova generació DVD als Estats Units el 3 de desembre de 2002. Va rebre més llançaments en DVD com a part d'una col·lecció recopilatòria d'episodis. Aquest incloïa The Jean-Luc Picard Collection, que es va estrenar als Estats Units el 3 d'agost de 2004, i també Star Trek: Q Fan Collective, que es va estrenar als Estats Units el 6 de juny de 2006, i més tard aquell mateix any al Regne Unit el 4 de setembre. Va tenir un altre llançament en DVD com a part de The Best of Star Trek: The Next Generation – Volume 2 el 17 de novembre de 2009, als Estats Units. El llançament més recent va ser el primer en disc Blu-ray, que va tenir lloc el 24 de juny de 2014; això també va afegir una pista de comentaris d'àudio per a l'episodi per primera vegada.
DeCandido va descriure el riure de Picard en ser apunyalat a "Mosaic" com a "crític per a la trama" de la seva novel·la no canònica de Star Trek Q & A. La novel·la també inclou l'habitació blanca de Q i presenta un univers alternatiu similar on Picard va seguir una carrera en les ciències. Playmates Toys va llançar una figura del capità Picard basada en "Mosaic" el 1996, que va ser una edició limitada de 1.701 unitats.